# X Centauri
X Centauri är en pulserande variabel av Mira Ceti-typ (M) i stjärnbilden Kentauren. 
Stjärnan har en visuell magnitud som varierar mellan +7 och 13,8 med en period av 315,1 dygn.